# جشنواره بین‌المللی فیلم مقاومت
جشنوارهٔ بین‌المللی فیلم مقاومت با نام قبلی جشنواره فیلم دفاع مقدس نام جشنواره‌ای است که هر دو سال یکبار توسط بنیاد فرهنگی روایت فتح برگزار می‌شود. افتتاحیه پانزدهمین دوره این جشنواره در سال ۱۳۹۷ تالار وحدت برگزار شد.
بنا بر وبسایت رسمی جشنواره از مهم‌ترین مؤلفه‌ها و رویکردهای این جشنواره مقابله با نفوذ آمریکا و هدف جشنواره «نگاه استراتژیک به عمق استراتژیک فرهنگی نظام و گسترش گفتمان انقلاب اسلامی» است.

## بخش‌ها
- سینمایی بین‌الملل
- سینمایی ایران
- جلوه‌گاه نور
- روایت نو

از آثار مستند بخش روایت نو پانزدهمین جشنواره مقاومت می‌توان به
«شرح یک عکس» ساخته ساتیار امامی
«بازگشت» ساخته محمدصادق مبینی
«از خنجر» سید هاشم موسوی
«برای نبل، برای الزهرا» محمدحسین همتی نژاد «ارکیده در آتش» شکوفه گودرزی اشاره کرد.
- عماد مغنیه

## فیلم‌ها
- فیلم‌های بلند سینمایی
- فیلم مستند
- فیلم کوتاه داستانی

## مکان‌ها
- پردیس سینمایی ملت
- پردیس سینمایی آزادی
- سینما فلسطین (تهران)

## برگزیدگان هفدهمین دوره (۱۴۰۱)
| دبیر جشنواره      | زمان برگزاری        | مکان برگزاری           |
| ----------------- | ------------------- | ---------------------- |
| جلال غفاری        | ۱۲ تا ۱۷ اسفند ۱۴۰۱ | ناو شهید عبدالله رودکی |
| بخش               | نام فیلم            | برنده                  |
| جایزه بهترین فیلم | غریب (فیلم ۱۴۰۱)    | حامد عنقا              |
| بهترین سریال      | زیاد علی            | حارص القدس             |
| بهترین کارگردانی  | موقعیت مهدی         | هادی حجازی‌فر           |
| بهترین فیلمنامه   | ضد (فیلم ۱۴۰۰)      | حسین تراب‌نژاد          |
| بهترین فیلمبرداری | غریب (فیلم ۱۴۰۱)    | عبدالله عبدی‌نسب        |